# Klaus Matthes

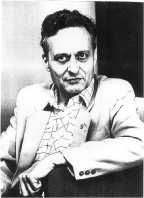
Klaus Matthes

Klaus Matthes (* 20. Januar 1931 in Berlin; † 9. März 1998 ebenda) war ein deutscher Mathematiker. Er wirkte von 1964 bis 1968 als Professor an der Universität Jena, darunter ab 1966 als Dekan. Ab 1969 war er am Zentralinstitut für Mathematik und Mechanik der Deutschen Akademie der Wissenschaften zu Berlin, der späteren Akademie der Wissenschaften der DDR, tätig, das er ab 1973 als Direktor leitete. Von 1981 bis 1991 fungierte er als Direktor des Akademie-Instituts für Mathematik. Er widmete sich insbesondere Fragestellungen aus der Wahrscheinlichkeitstheorie.

## Leben
Klaus Matthes wurde 1931 in Berlin geboren und studierte von 1948 bis 1954 Mathematik an der Humboldt-Universität zu Berlin. Anschließend war er von 1956 bis 1961 als Assistent an der Humboldt-Universität tätig, an der er 1958 bei Heinrich Grell und Kurt Schröder auch die Promotion erlangte und 1963 unter Willi Rinow und Rolf Reißig habilitiert wurde. Bereits ein Jahr zuvor hatte er kommissarisch die Leitung des Instituts für Mathematik an der Technischen Universität Ilmenau übernommen. Von 1964 bis 1968 war er als Professor für Mathematik an der Universität Jena tätig, an der er ab 1966 auch als Dekan der Mathematisch-Naturwissenschaftlichen Fakultät wirkte.
1969 wechselte er an das in Berlin ansässige Zentralinstitut für Mathematik und Mechanik der Deutschen Akademie der Wissenschaften zu Berlin, der späteren Akademie der Wissenschaften der DDR (AdW). Ab 1970 fungierte er als stellvertretender Leiter des Institutskomplexes Mathematik in der Forschungsgemeinschaft der Akademie. Ein Jahr später wurde er zunächst stellvertretender Direktor und 1973 dann Direktor des Berliner Zentralinstituts. Von 1981 bis 1991 leitete er das Akademie-Institut für Mathematik, das ab 1985 den Namen „Karl-Weierstraß-Institut für Mathematik“ trug und nach der Deutschen Wiedervereinigung als Weierstraß-Institut für Angewandte Analysis und Stochastik neu gegründet wurde.
Klaus Matthes war mit der Dramaturgin Gisela Weisse verheiratet und Vater von zwei Söhnen. Er starb 1998 in seiner Heimatstadt Berlin.

## Wissenschaftliches Wirken
Schwerpunkt der wissenschaftlichen Arbeit von Klaus Matthes war die Wahrscheinlichkeitstheorie. Er beschäftigte sich insbesondere mit Punktprozessen und deren Anwendung im Bereich der Warteschlangentheorie sowie mit Verzweigungsprozessen. In der Warteschlangentheorie, die er als „Bedienungstheorie“ bezeichnete, studierte er sogenannte Verlustsysteme wie das Erlang- und Engset-Modell. Dabei wendete er als erster Punktprozess-Methoden auf hohem Niveau an. Klaus Matthes kann als Begründer der Theorie der markierten und unbegrenzt teilbaren Punktprozesse angesehen werden. Er war, gemeinsam mit Johannes Kerstan und Joseph Mecke, eine der führenden Persönlichkeiten der ostdeutschen Punktprozess-Schule, die noch heute sehr einflussreich ist, insbesondere bei der stochastischen Modellierung wie beispielsweise in der stochastischen Geometrie.
Im Kontext von Grenzwertsätzen bei der Superposition von Punktprozessen stieß er – einer Anregung von Boris Wladimirowitsch Gnedenko folgend, die dieser 1960 in einem Vortrag auf dem sechsten Allunionskongress über Wahrscheinlichkeitstheorie und Statistik in Vilnius gegeben hatte – auf das Problem der unbegrenzten Teilbarkeit von Punktprozessen. Er und seine Mitarbeiter untersuchten deren Struktur systematisch, was in der Monographie Unbegrenzt teilbare Punktprozesse kulminierte. Sie wurde 1978 ins Englische (Infinitely Divisible Point Processes) und 1982 ins Russische übersetzt. Damit eng zusammen hingen räumliche Verzweigungsprozesse und die Untersuchung von Gleichgewichtsverteilungen und deren Struktur, mit denen sich Matthes bis ans Ende seines Lebens beschäftigte.
Auf Matthes’ Initiative beruhen auch die noch heute gehaltenen „Euler-Vorlesungen in Sanssouci“. Diese Veranstaltung, eine Mathematik-Vorlesung in festlichem Rahmen, wird von den Berliner und Potsdamer Mathematischen Instituten gemeinsam getragen.

## Auszeichnungen
Klaus Matthes war ab 1974 korrespondierendes und von 1980 bis 1992 ordentliches Mitglied der Akademie der Wissenschaften der DDR. Darüber hinaus erhielt er 1971 den Nationalpreis der DDR sowie 1983 den Vaterländischen Verdienstorden in Bronze.

## Schriften
- Zur Theorie der Bedienungsprozesse. In: Transactions of the 3rd. Prague Conference on Information Theory. Prag, S. 513–528.
- Stationäre zufällige Punktfolgen, I. In: Jahresbericht der Deutschen Mathematiker-Vereinigung. 66/1963, ISSN 0012-0456, S. 66–79.
- Stationäre zufällige Punktfolgen, II. In: Jahresbericht der Deutschen Mathematiker-Vereinigung. 66/1963, S. 106–118.
- Mitautor: Verallgemeinerungen der Erlangschen und Engsetschen Formeln. Akademie, Berlin 1967.
- Mitautor: Verallgemeinerungen eines Satzes von Dobruschin I. In: Mathematische Nachrichten. Band 47. 1970, ISSN 0025-584X, S. 183–244.
- Mitautor: Verallgemeinerungen eines Satzes von Dobruschin III. In: Mathematische Nachrichten. Band 50. 1971, S. 99–139.
- Mitautor: Unbegrenzt teilbare Punktprozesse. Akademie, Berlin 1974 (Reihe Mathematische Lehrbücher und Monographien. Band 27).
- Mitautor: Infinitely divisible Point Processes. Wiley & Sons, Chichester 1978 (Reihe Wiley Series in Probability and Mathematical Statistics.)
- Mitautor: Безгранично делимые точечные процессы, Übersetzung aus dem Englischen, Mir, Moskau 1982.
- Kritische Verzweigungsprozesse mit allgemeinem Phasenraum, XI. In: Mathematische Nachrichten. Band 128. 1986, S. 141–149.
- Mitautor: Equilibrium Distributions of Branching Processes. Akademie, Berlin 1988 (Reihe Mathematical Research. 42, ISBN 3-05-500453-1.)
- Mitautor: Equilibrium Distributions of Age Dependent Galton Watson Processes I. In: Mathematische Nachrichten. Band 156. 1992, S. 233–267.
- Mitautor: Equilibrium Distributions of Age Dependent Galton Watson processes II. In: Mathematische Nachrichten. Band. 160. 1993, S. 313–324.
- Mitautor: Recurrence of Ancestral Lines and Offspring Trees in Time Stationary Branching Populations. Berlin 1994.